# Autorité monétaire des Bermudes
Pour les articles homonymes, voir BMA.
L'Autorité monétaire des Bermudes (Bermuda Monetary Authority - BMA) supervise, réglemente et inspecte les institutions financières opérant dans sa juridiction. Elle émet également la monnaie nationale des Bermudes, gère les opérations de contrôle des changes, aide les autres autorités à détecter et à prévenir la criminalité financière et conseille le gouvernement sur les questions bancaires et autres questions financières et monétaires.

## Histoire
L'Autorité monétaire des Bermudes a commencé à fonctionner juridiquement en 1969 et est devenue pleinement opérationnelle en 1970, date à partir de laquelle elle a également commencé à émettre des pièces. Elle remplace la commission monétaire des Bermudes, active jusqu'au 6 février 1970.
La loi no 57 du 20 février 1969 sur l'autorité monétaire des Bermudes a créé la BMA et a changé le système monétaire « livre-shilling-penny », la livre des Bermudes au dollar bermudien décimalisé. Au départ, la fonction principale de la BMA devait donner effet à un accord par lequel le gouvernement britannique garantissait largement La réserve officielle des Bermudes en livres sterling à la suite de la dépréciation par rapport au dollar américain. L'autorité monétaire des Bermudes a publié un bilan en 1969, mais n'a pas commencé l'émission de la monnaie jusqu'au 6 février 1970. Depuis le milieu de l'année 1972, le système est mieux décrit comme « quasi-monétaire ». L'autorité monétaire des Bermudes diffère de son prédécesseur, car elle a été explicitement autorisée dès le départ à détenir de l'or, les titres en devises autres que la livre sterling, et les actifs locaux.

## Fonctionnement

### Cadre basé sur le risque
L'Autorité utilise un cadre fondé sur le risque pour mener son programme de surveillance, ce qui lui permet de :
- Assumer de manière efficace et efficiente les responsabilités confiées à l'Autorité par diverses lois
- Affecter des ressources aux domaines à risque les plus pertinents
- Observer et adhérer aux meilleures pratiques internationales tout en surveillant et en répondant aux développements extérieurs, en tenant compte de la nature du marché des Bermudes

L'utilisation de ce système permet à la BMA de détecter les problèmes dès leur début et de prendre des mesures réglementaires en temps utile. Si une entité n'est pas conforme, l'organisme vise à garantir soit qu'elle se remette en conformité, soit que sa sortie du marché soit gérée en temps utile et de manière efficace.

### Outils de surveillance
L'Autorité a élaboré des processus de surveillance distincts à utiliser pour évaluer les entités, étant donné que les risques présentés par les entreprises de chaque catégorie varient. Toutefois, elle utilise des outils de surveillance communs à tous les secteurs aux fins de l'évaluation des risques :
- Identification des groupes à risque et hiérarchisation des priorités
- Suivi fondamental
- Visites d'évaluation
- Modèles d'évaluation des risques
- Surveillance renforcée
- Actions de surveillance